# Bernabé de Módena
Bernabé de Módena (em italiano, Barnaba da Modena) foi um pintor italiano do estilo italo-gótico de meados do século XIV, que trabalhou na Lombardia. Há uma pintura sua na igreja de São Francisco em Alba. Uma Virgem com o Menino, hoje em Frankfurt, foi pintada no estilo bizantino.